# Rhos
El cantreef del Rhos va ser una regió del regne de Gwynedd que abastava uns 264 km². De vegades el reis d'aquest país van donar el Rhos en apanatge als seus fills, però era costum que tant a Gwyned com en els altres regnes gal·lesos, que els fills dels reis també portessin el títol de reis, per la qual cosa alguns historiadors antics van interpretar que el Rhos era un petit reialme. En algunes èpoques el territori va coincidir amb el de Dyfed o hi va estar inclòs. Quan les terres gal·leses van passar a formar part del regne d'Anglaterra, aquesta regió administrativa es va anomenar hundred del Roose. Més tard va formar part del comtat de Denbighshire, posteriorment del de Clwyd i actualment forma part del comtat de Sir Benfro.

## Localització
La paraula gal·lesa Rhos té, entre d'altres significats, «promontori», emprada per descriure el relleu de penya-segats de la costa nord de Gal·les. La regió delimita a l'est amb el riu Western Cleddau, que es veu sotmès a l'efecte de les marees en la part propera a la desembocadura; al sud amb el port de Milford Haven i a l'oest amb la badia de St. Brides. La forma anglesa Roose és una corrupció de la paraula gal·lesa. En algunes èpoques el territori va coincidir amb el de Dyfed.

## Història

### Època dels reis
En un antic document on consta la llista dels reis i prínceps de la Gal·les medieval, hi ha tretze que porten el títol de rei del Rhos, entre els quals dos van governar, a més, tot el regne de Gwynedd.
D'aquests, el més famós potser és Cynlas Goch, fill d'Owain Ddantgwyn, que va viure a començaments del segle vi i va ser durament criticat pel monjo Gildas de Rhuys. Segons Gildas, el rei Cynlas era "el conductor del carro on viatja l'os", que potser era una manera de referir-se al fortí de l'Ós, una ciutadella antigament anomenada Bryn Euryn, que actualment està en el municipi de Llandrillo-yn-Rhos, també anomenada Dinerth. De fet, la carretera que passa per sota d'aquest turó, pel vessant oest, es diu Dinerth Road.
Un organisme anomenat Gwynedd Archaeological Trust ha començat a fer excavacions arqueològiques en aquest turó i els estudis es poden consultar a la Biblioteca de Colwyn Bay. Les seves investigacions van desvelar l'existència d'una muralla de pedra gruixuda que envoltava tot el recinte. Es tracta d'una construcció feta amb blocs de pedra calcària de qualitat, que originàriament feia uns deu peus d'alçada. L'avantmuralla tenia onze peus i mig de gruix. Aquesta construcció difereix de les típiques fortificacions de l'edat del ferro, en canvi és comparable a les de l'alta edat mitjana, per tant es podria tractar del lloc on va estar el centre de govern del Rhos antic.

### Època normanda
Al segle xi, Rhos va formar part d'una regió administrativa anomenada Gwynedd Is Conwy (que vol dir: la zona de Gwynedd de la part baixa del riu Conwy). Aquest cantref juntament als tres cantrefi de la rodalia, era l'anomenat Y Berfeddwlad (país central), que ocupava territoris en la frontera entre Gwynedd i Powys, els quals sovint van canviar de mans entre els poderosos reis d'aquests dos reialmes. Quan el 1283, el Rhos com la resta de territoris gal·lesos van perdre la seva independència, va passar a formar part del senyoriu de Denbigh, sota control del comte anglès de Lincoln. En el Llyfr Coch Hergest («Llibre roig de Hergest») es van distingir dues divisions dins del cantref del Rhos, anomenades commotes: Hwlffordd (Haverfordwest) i Castell Gwalchmei (el castell de Walwyn). En altres documents el Hwlffordd també es deia Roch. En el mapa del començament d'aquesta pàgina es poden distingir els territoris de les dues commotes en blau (Walwyn) i verd fosc (Haverfordwest).

### Delseglexvien endavant

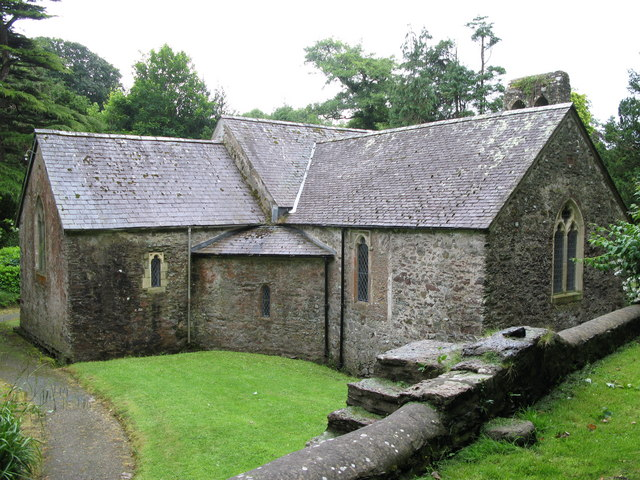
L'església de St Ishmael, a Haverfordwest, potser fos l'antiga seu bisbal del Rhos.

Aquests cantrefi van quedar abolits el 1536 amb la creació de Denbighshire. Amb la reforma administrativa que va suposar el conjunt de lleis per Gal·les emeses entre el 1535–1542, es va introduir el nom Hundred of Roose, emprant el terme hundred tradicional en l'administració territorial anglesa. La capital d'aquest hundred es va establir en Haverfordwest, una ciutat valorada per la seva posició estratègica, situada en un alt des del qual la vista domina el gual més baix del riu Western Cleddau i amb un port fluvial accessible al tràfic marítim. Segons els estudis arqueològics l'antiguitat d'aquesta vila es podria remuntar a l'any 96. Se sap també que va ser un centre eclesiàstic, potser l'església local dedicada a sant Ismael, va ser una seu bisbal en l'època dels sants gal·lesos. Haverfordwest va ser el primer establiment normand i des de llavors va esdevenir una regió anglòfona.
La paraula Rhos es conserva en alguns topònims com Llandrillo-yn-Rhos (també dit Rhos-on-Sea), Llanelian-yn-Rhos, i Penmaen Rhos.